# パリはわれらのもの
『パリはわれらのもの』（仏語: Paris nous appartient）は、1958年（昭和33年）撮影、1961年（昭和35年）公開、ジャック・リヴェット監督によるフランスの長編劇映画である。

## 略歴・概要
本作は、ジャン＝リュック・ゴダールの出資とプロデュースで短篇映画を監督し、クロード・シャブロルの出資とプロデュースで1956年（昭和31年）中篇映画『王手飛車取り』を発表したジャック・リヴェットの長篇映画デビュー作品である。1957年（昭和32年）にフランソワ・トリュフォーが設立したレ・フィルム・デュ・キャロッスとの共同製作となった。
1958年7月から11月にかけて撮影が行われたが、公開されたのは1961年12月13日だった。
脇役の出演陣が、フランソワーズ・プレヴォー、ダニエル・クロエム、マルカ・リボヴスカ、ポール・ビシリアと、同時期に撮影したロメールの『獅子座』と重なっている。『カイエ・デュ・シネマ』誌やシネフィルの仲間が多数参加し、撮影監督にシャルル・L・ビッチ、助監督にジャン・エルマン（ジャン・ヴォートラン）、シュザンヌ・シフマンがスタッフとして携わり、カメオ出演的にハンス・リュカスことジャン＝リュック・ゴダール、ジャック・ドゥミ、プロデューサーのシャブロル、監督のリヴェットが顔を出している。トリュフォーは『突然炎のごとく』（1962年）のなかで、ジャンヌ・モローがこの作品のタイトルを叫ぶ演出をした。

## スタッフ
- 監督 : ジャック・リヴェット
- 脚本・ダイアローグ : ジャック・リヴェット、ジャン・グリュオー
- 撮影監督 : シャルル・L・ビッチ
- 撮影（フレーム） : アンドレ・ムルガルスキ
- 録音 : クリスチャン・アクスピーユ
- 編集 : ドニーズ・ド・カザビアンカ
- スクリプター : ローラ・モーリ
- スチル写真 : ジョルジュ・ピエール
- 助監督 : ジャン・エルマン、シュザンヌ・シフマン
- 音楽 : フィリップ・アルチュイス
- プロデューサー : クロード・シャブロル、フランソワ・トリュフォー
- 製作統括・ラインプロデューサー : ロラン・ノナン
- 製作主任 : ロベール・ラシュネー

## キャスト
- ベティ・シュナイダー - アンヌ・グーピル
- ジャンニ・エスポジート - ジェラール・レンツ
- フランソワーズ・プレヴォー（フランス語版） - テリー・ヨルダン
- ダニエル・クロエム - フィリップ・カウフマン
- フランソワ・メーストル - ピエール・グーピル
- ブリジット・ジュスラン - ビルギッタ
- ノエル・レリス
- モニク・ル・ポリエ
- マルカ・リボヴスカ - タニア・フェディン
- ルイーズ・ロブラン（ルイゾン・ロブラン） - アイダ
- アンヌ・ザミール - アニタ･バスキィ
- ポール・ビシリア -  ポール
- ジャン＝ピエール・ドラージュ
- クラウス・フォン・ロールバッハ
- ジャン・マルタン
- アンリ・ポワリエ - ジェラールの助手　ジャン=バル
- アンドレ・トラン
- ジェーン・カー
- ジャクリーヌ・デュピュイ
- クレール・フィシェール
- テレーザ・ガルシア - ホセの女友だち
- ダニエル・ヴェルクートル
- リリアーヌ・ヴェネール
- ロラン・ダヴィエ
- フェルナン・ジョルジュ
- フランソワ・ロベール
- ジョゼ・セバスティアン
- ジャン＝マリー・ロバン - ド・ジョルジュ
- ハンス・リュカス（ジャン＝リュック・ゴダール） - テラスの男
- ジャン＝クロード・ブリアリ - ジャン＝マルク

ノンクレジット
- クロード・シャブロル - パーティにいる男
- ジャック・ドゥミ - 人妻の友人
- ジャック・リヴェット - パーティにいる男

## ストーリー
1957年夏、パリ。若者たちがウィリアム・シェークスピアの戯曲『ペリクリーズ』（1607年 - 1608年）の上演準備をしている。準備するあいだに、さまざまな事件が巻き起こり、なかなか思い通りに物事が進行しない。ピエール・グーピル（フランソワ・メーストル）の妹アンヌ（ベティ・シュナイダー）がそれに区加わるが、劇団は分裂寸前になる。同時に、マッカーシズムの犠牲者であるアメリカ人のフィリップ・カウフマン（ダニエル・クロエム）が、劇団内で問題を起こす。

## 関連事項
- ジャン＝リュック・ゴダール出演作品一覧